# Boeren-Leidse met sleutels
Le boeren-leidse met sleutels (litt. Boeren-Leidse avec des clés) est un fromage au lait de vache moins gras que le gouda et additionné de graines de cumin au caillé. 

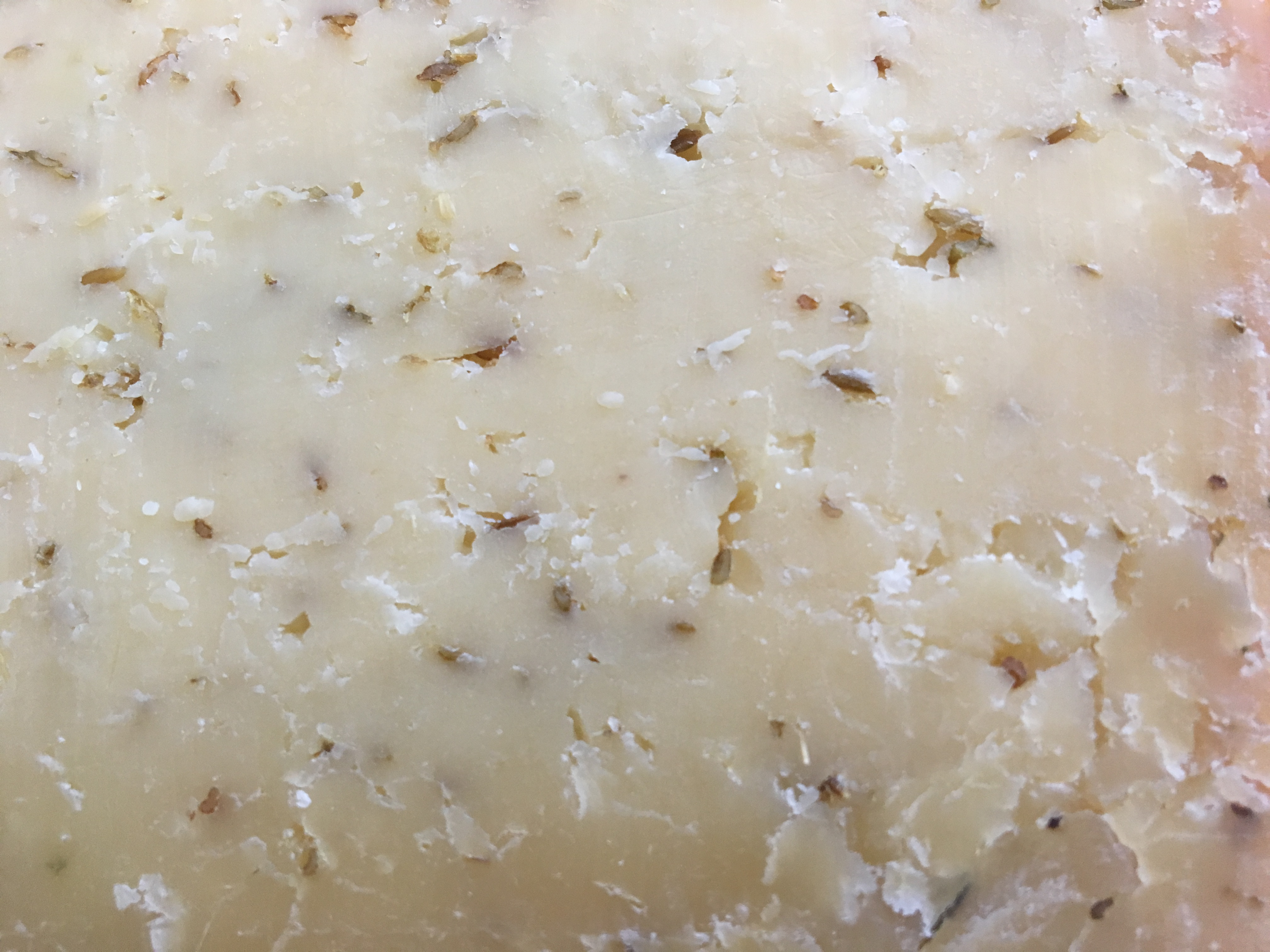
Gros plan de la pâte du fromage.

Dans le langage de tous les jours, le terme fromage de Leyde est également utilisé pour le gouda au cumin. Cependant, le gouda a toujours une teneur en matière grasse sur matière sèche d'au moins 48%. Inversement, le Leidse est aussi appelé fromage au cumin, bien que tous les fromages au cumin ne soient pas du Leidse. Le Leidse contient toujours moins de matières grasses (30 à 40%,). 
Une marque de fromage nationale distincte est disponible pour le Leidse. Le Leidse se reconnaît à une épaule droite et à une épaule ronde (les deux épaules rondes sont réservées au Gouda). Comme le Leidse contient moins de graisse, sa texture est plus ferme. Le jeune Leidse a une croûte rouge caractéristique. 
Comme tous les fromages fermiers, le Boeren-Leidse met sleutels est une spécialité traditionnelle garantie depuis 2007, à base de lait de vache cru. Il possède une appellation d'origine protégée accordée en 1997. 
Enfin, du Leidse au lait de vache pasteurisé a également été produit dans les fromageries.